# Natacha Jaitt
Natacha Jaitt, née le 13 août 1977 à Buenos Aires et morte le 23 février 2019, est une mannequin, actrice et animatrice de radio et de télévision argentine.

## Biographie

### Carrière
Après avoir brièvement travaillé comme mannequin pour des magazines pornographiques, Natacha Jaitt émigre en Espagne. Elle choisit le pays au hasard, et arrive avec seulement dix dollars. Elle cherche à participer au concours Gran Hermano VIP, équivalent espagnol de la franchise Big Brother. Elle est acceptée comme colocataire pour la sixième saison, car elle n'a pas encore achevé la procédure d'immigration. Une autre sélectionnée, Mercedes, quitte le programme le premier jour, ce qui permet à Jaitt d'entrer dans l'émission. Elle est restée jusqu'au vote final, remportant la troisième position, avec 15 % des voix. Elle est à la fois la première candidate étrangère et la première candidate de réserve à aller aussi loin dans l'émission.[réf. nécessaire]

### Décès
Le 5 avril 2018, Jaitt publie un message sur son compte Twitter personnel, avertissant ses abonnés qu'elle n'a pas l'intention de se suicider, en écrivant : « AVIS : Je ne vais pas me suicider, je ne vais pas faire une overdose de coke et me noyer dans une baignoire, je ne vais pas me tirer une balle dans la tête, donc si cela arrive, non, je ne l'ai pas fait. »[réf. nécessaire].
Natacha Jaitt est retrouvée morte le 23 février 2019, nue dans un lit, dans une salle des fêtes de Benavídez, dans la région de Tigre, à proximité de Buenos Aires. Les premiers rapports de police indiquent qu'il ne semble y avoir aucun signe de violence à son encontre, mais son avocat détecte des incohérences dans le rapport et déclare que Jaitt a été assassinée. Le corps de Jaitt est enterré au cimetière israélite de La Tablada.